# San Lorenzo Maggiore
San Lorenzo Maggiore é uma comuna italiana da região da Campania, província de Benevento, com cerca de 2.275 habitantes. Estende-se por uma área de 16 km², tendo uma densidade populacional de 142 hab/km². Faz fronteira com Guardia Sanframondi, Paupisi, Ponte, San Lupo, Vitulano.

## Demografia
| Variação demográfica do município entre 1861 e 2011                               |
|                                                                                   |
| Fonte: Istituto Nazionale di Statistica (ISTAT) - Elaboração gráfica da Wikipedia |